# Fotbal Club Sheriff Tiraspol 2009-2010
Questa voce raccoglie le informazioni riguardanti il Fotbal Club Sheriff Tiraspol nelle competizioni ufficiali della stagione 2009-2010.

## Rosa
| N. |                         | Ruolo | Calciatore             |
| -- | ----------------------- | ----- | ---------------------- |
| 1  | Moldavia (bandiera)     | P     | Stanislav Namașco      |
| 2  | Brasile (bandiera)      | D     | Sergio da Costa        |
| 3  | Serbia (bandiera)       | D     | Vladimir Volkov        |
| 4  | Moldavia (bandiera)     | C     | Andrei Verbetchi       |
| 5  | Georgia (bandiera)      | D     | Vazha Tarkhnishvili    |
| 6  | Moldavia (bandiera)     | A     | Alexandru Scripcenco   |
| 7  | Moldavia (bandiera)     | C     | Andrei Corneencov      |
| 8  | Moldavia (bandiera)     | A     | Constantin Mandricenco |
| 9  | Brasile (bandiera)      | A     | Jymmy                  |
| 10 | Russia (bandiera)       | C     | Alexandr Erokhin       |
| 11 | Moldavia (bandiera)     | A     | Alexandru Suvorov      |
| 12 | Moldavia (bandiera)     | P     | Dumitru Stajilă        |
| 13 | Moldavia (bandiera)     | D     | Sergey Dyulgher        |
| 14 | Burkina Faso (bandiera) | C     | Benjamin Balima        |
| 15 | Bielorussia (bandiera)  | D     | Igor Karpovich         |

| N.  |                         | Ruolo | Calciatore             |
| --- | ----------------------- | ----- | ---------------------- |
| 16  | Armenia (bandiera)      | C     | Artiom Haceaturov      |
| 17  | Burkina Faso (bandiera) | C     | Florent Rouamba        |
| 18  | Romania (bandiera)      | D     | Constantin Arbănaș     |
| 19  | Moldavia (bandiera)     | C     | Victor Truhanov        |
| 20  | Ucraina (bandiera)      | D     | Rustam Cynja           |
| 21  | Senegal (bandiera)      | A     | Amath Diedhiou         |
| 22  | Argentina (bandiera)    | C     | Luis Antonio Rodríguez |
| 23  | Moldavia (bandiera)     | C     | Vadim Costandachi      |
| 24  | Togo (bandiera)         | D     | Abdoul-Gafar Mamah     |
| 25  | Moldavia (bandiera)     | P     | Alexandru Melenchiuc   |
| 26  | Moldavia (bandiera)     | D     | Serghei Gheorghiev     |
| 27  | Moldavia (bandiera)     | C     | Vitalie Bulat          |
| 28  | Brasile (bandiera)      | D     | José Nadson Ferreira   |
| 30  | Serbia (bandiera)       | C     | Vladimir Branković     |
| 88  | Bielorussia (bandiera)  | C     | Aliaksei Kuchuk        |
| TBA | Lettonia (bandiera)     | C     | Artem Osipov           |